# Pawieł Babkiewicz
Pawieł Pietrowicz Babkiewicz (ros. Павел Петрович Бабкевич, ur. 1900 w Piatigorsku, zm. 26 lutego 1939) – funkcjonariusz radzieckich służb specjalnych, kapitan bezpieczeństwa państwowego.

## Życiorys
Urodził się w polskiej rodzinie. W 1915 skończył szkołę w Piatigorsku, później pracował jako rachmistrz, od sierpnia do listopada 1920 służył w Armii Czerwonej, od 1920 należał do RKP(b). Od grudnia 1920 do czerwca 1921 pracował w Wydziale Specjalnym Czeki 8 Dywizji Piechoty Frontu Zachodniego w Bobrujsku, od czerwca 1921 do kwietnia 1924 w Czece/GPU Białoruskiej SRR, od maja do października 1924 był pomocnikiem szefa sekcji do walki z kontrabandą Wydziału Ochrony Pogranicznej i Głównego Inspekcji Wojsk OGPU ZSRR, a od 10 października 1924 do 22 grudnia 1925 szefem tej sekcji. W marcu 1926 został szefem sekcji ochrony pogranicznej Pełnomocnego Przedstawicielstwa OGPU w Środkowej Azji, od 1926 do 10 grudnia 1930 był szefem Zarządu Ochrony Pogranicznej i Wojsk OGPU PP OGPU w Środkowej Azji, od grudnia 1930 do stycznia 1931 pracował w PP OGPU obwodu moskiewskiego, od 13 stycznia 1931 do 15 sierpnia 1932 był szefem Zarządu Milicji Robotniczo-Chłopskiej PP OGPU obwodu moskiewskiego i jednocześnie od marca 1931 do sierpnia 1932 pomocnikiem pełnomocnego przedstawiciela OGPU na obwód moskiewski. Od 15 sierpnia 1932 do 10 kwietnia 1933 był przewodniczącym GPU Turkmeńskiej SRR, od kwietnia 1933 do marca 1934 zastępcą szefa Zarządu Ochrony Pogranicznej i Wojsk OGPU PP OGPU w Środkowej Azji, a od 15 maja 1934 do 14 października 1935 szefem wydziału Głównego Zarządu Milicji Robotniczo-Chłopskiej OGPU/NKWD ZSRR, od grudnia 1935 do sierpnia 1936 szkolił się w Centralnej Szkole NKWD ZSRR. Od 28 sierpnia 1936 do 16 lutego 1937 był szefem Zarządu NKWD Buriacko-Mongolskiej ASRR, 15 września 1936 otrzymał stopień kapitana bezpieczeństwa państwowego, od 16 lutego do 1 października 1937 był ludowym komisarzem spraw wewnętrznych Buriacko-Mongolskiej ASRR, a od października 1937 do lipca 1938 zastępcą szefa Zarządu Poprawczego Obozu Pracy w Karagandzie. W grudniu 1932 został odznaczony Orderem Czerwonego Sztandaru Pracy Turkmeńskiej SRR.
8 lipca 1938 został aresztowany, 26 lutego 1939 skazany na śmierć przez Wojskowe Kolegium Sądu Najwyższego ZSRR i rozstrzelany.